# Waterorgel (instrument)

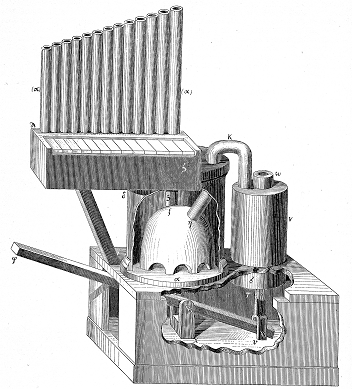
Waterorgel naar de beschrijving van Heron van Alexandrië

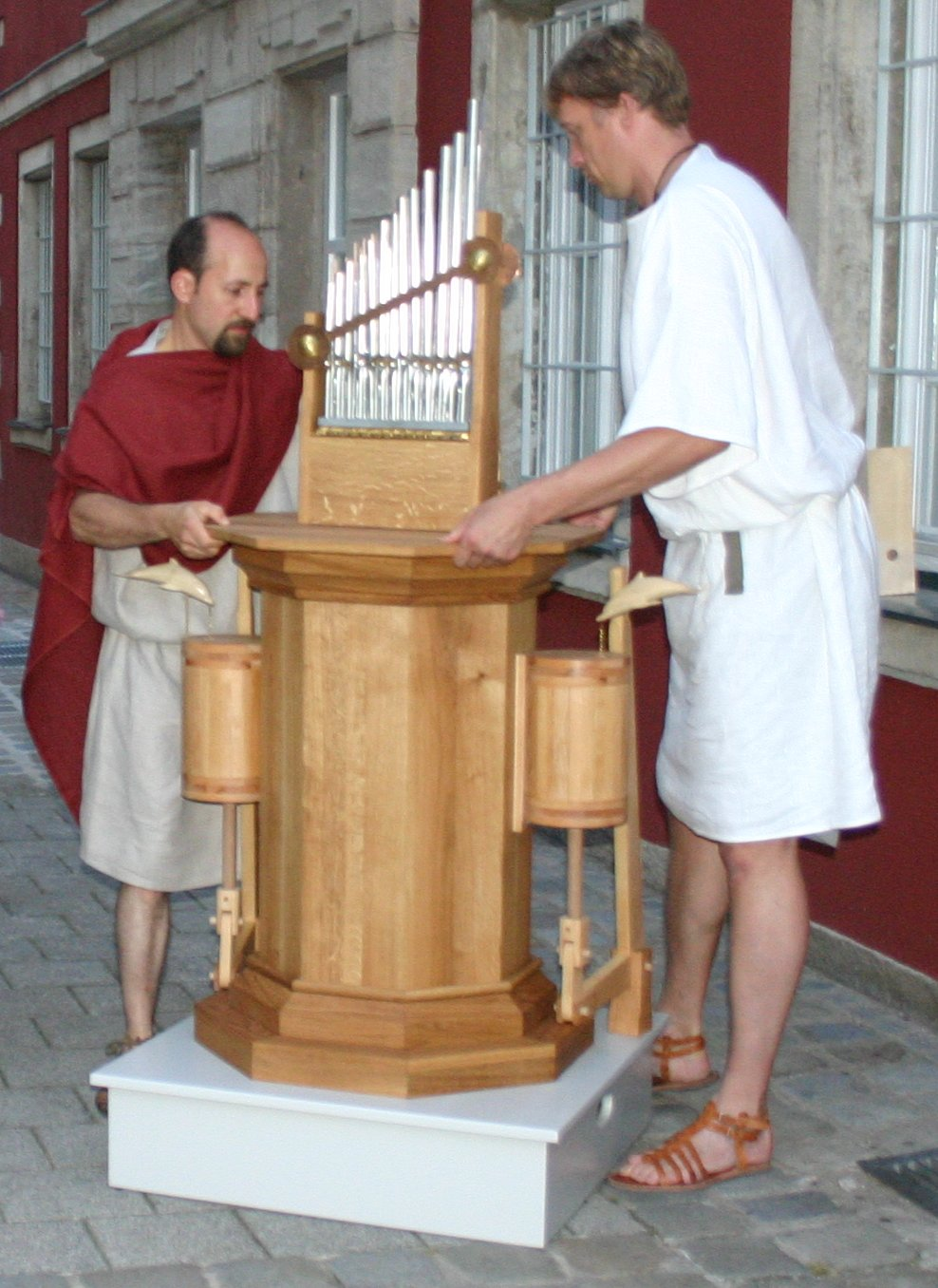
Nagebouwd klassiek waterorgel

Het waterorgel is het alleroudste type pijporgel dat heeft bestaan, beter bekend als het hydraulische orgel. De uitvinding van het instrument wordt toegeschreven aan Κτησίβιος (Ktesibios van Alexandrië). De klank van deze oudste orgels wordt niet door lucht op basis van winddruk vanuit balgen voortgebracht, maar vanuit waterdruk. Het werd daarom 'hydraulis' (ook wel: hydraulos, hydraulikon, organon, hydraulus) genoemd. Dit antieke waterorgel werd met de hand bespeeld en niet automatisch door de waterstroom.
Daarnaast wordt de term 'waterorgel' ook gebruikt voor een automatisch spelend waterorgel, dat werkt doordat door water samengeperste lucht rechtstreeks door natuurkrachten (bijvoorbeeld een waterval) door pijpen wordt geblazen. Dit automatische waterorgel werkt dus zonder menselijke tussenkomst en wordt niet met de hand bespeeld zoals het hydraulis. Het betreft aldus twee totaal verschillende instrumenten.

## Het 'hydraulis' waterorgel uit de antieke tijd

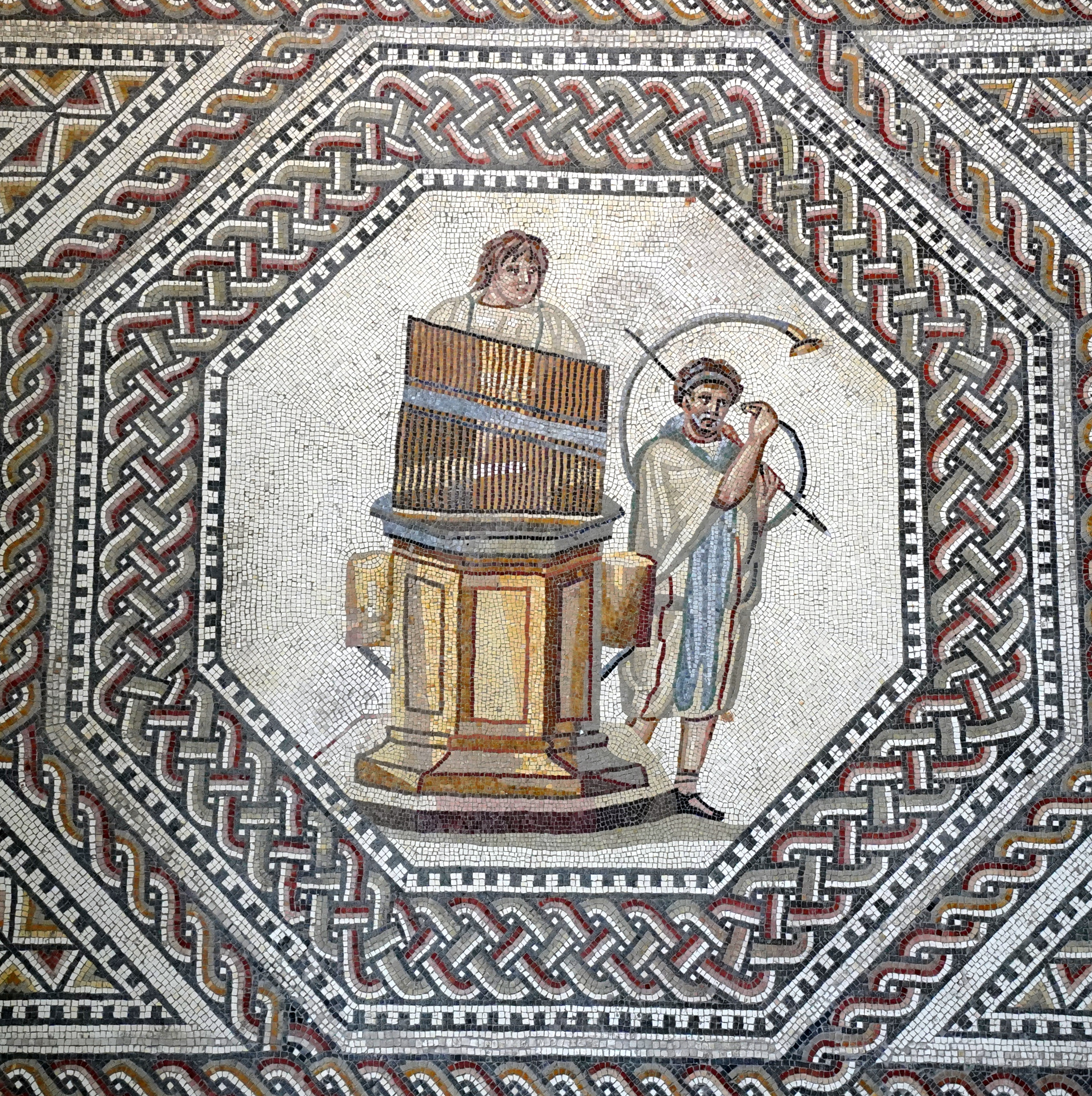
Waterorgel op een 3e-eeuwse mozaïek (Romeinse villa Nennig)

Waterorgels zijn beschreven in oude teksten van Ktesibios in Alexandrië (in de 3e eeuw voor Christus), in werk van Philon van Byzantium (ook in de 3e eeuw v.C.) en door Heron van Alexandrië (ongeveer in 62 n.C.). 
Ktesibios uit Alexandrië was technicus en werktuigkundig ingenieur en uitvinder van de 'hydraulische instrumenten'. Naast het orgel vond hij allerlei mechanisch speelgoed uit: bewegende vogelfiguren, waterspelen en brandweerspuiten. Als uitvindjaar van het orgel wordt dikwijls 246 v.C. genoemd. Al is het jaartal zelf niet precies na te gaan, de periode is ongetwijfeld juist. Ktesibios noemde zijn nieuw instrument 'hydraulos', dus 'water aulos'. De aulos was een wijd verspreid dubbelriet blaasinstrument met vingergaten en kwam dus in principe overeen met de tegenwoordige hobo. In de hydraulos speelde water een belangrijke rol als drukregelaar in het pompenwindwerk. Heron van Alexandrië (1e eeuw n.C.) beschreef een zeer eenvoudig en ouderwets orgelmodel met slechts één register en een zuigerpomp, in zekere zin het prototype van Ktesibios. Vitruvius (gestorven rond 20 n.C.) beschreef echter een meer ontwikkeld instrument met twee zuigerpompen en verschillende (tot acht) pijpenrijen (registers).
Net zoals het principe van waterklokken (clepsydra) uit Plato's tijd, werden waterorgels niet als speelgoed gezien, maar hadden ze een speciale betekenis in de Griekse filosofie. Ze maakten gebruik van modellen en simulacra van dit type. Hydraulisch aangedreven waterorgels werden gebruikt om vogelgeluid te simuleren, of om een angstaanjagend geluid te produceren, zoals in het standbeeld van Memnon in Thebe. In dit laatste geval werd zonnewarmte gebruikt om een sifon met water van een gesloten tank in een andere over te leiden, waarbij samengeperste lucht werd geproduceerd die door de orgelpijp werd gevoerd.
Uit de Romeinse periode zijn verschillende afbeeldingen van de hydraulis bekend. De hydraulis was verspreid van Gallië tot Afrika en werd onder meer gebruikt tijdens banketten (Cicero). Het was in deze periode dat de hydraulis haar bloeitijd beleefde. Afbeeldingen vinden we in talrijke medaillons, reliëfs en mozaïeken. Ten tijde van keizer Nero werden er zelfs wedstrijden gehouden voor het bespelen van de hydraulis.
Met de val van het West-Romeinse Rijk en de opkomst van het christendom geraakte de hydraulis in vergetelheid.  Na de 5de-6de eeuw weten we er niets meer over. Het is pas in de 9de eeuw dat we vernemen dat Lodewijk de Vrome een orgel in Aken liet bouwen in 826 of 828, hydraulos genaamd. Het Utrechts Psalter (9de eeuw) bevat een illustratie van een hydraulis. Dit lijkt enigszins op een herleving te wijzen.
Vorm en werking van het instrument werden bevestigd door de ontdekking in 1931 van fragmenten van een hydraulis uit een Romeinse nederzetting bij Boedapest.

## Het automatische waterorgel

### Werking
Het waterorgel werkt doordat door water samengeperste lucht rechtstreeks door natuurkrachten (bijvoorbeeld een waterval) door pijpen wordt geblazen. Waterorgels spelen doorgaans zonder menselijke tussenkomst. Zowel antieke als moderne beschrijvers hebben het instrument vaak verward met de Grieks-Romeinse 'Hydraulis', een soort pneumatisch orgel waarin de lucht werd samengeperst door handmatig bediende pompen, en waarin water werd gebruikt als middel om de luchtdruk constant te houden. Er stroomde dus niet zoals bij het stoomorgel (een 'Calliope') natte lucht door de muziekpijpen van een waterorgel. Afgezien van de methode van aanblazen van de pijpen is een waterorgel vergelijkbaar met een speeldoosorgel, die een trommel bevat met pinnen waarin het muziekstuk is geprogrammeerd, en een windkamer en pijpwerk. Klassieke waterorgels die draaien op een water- en lichtcombinatie, zijn in de Efteling en Slagharen te zien als attractie.

### Via Arabieren en Byzantijnse Rijk naar Europa
Arabische en Byzantijnse ingenieurs ontwikkelden onder andere een automatisch waterorgel (beschreven door de Banū Mūsā in hun 9e-eeuwse traktaat), en een 'muziekboom' die zich in het paleis van kalief al-Muqtadir (die heerste van 908 tot 932) bevond. Aan het eind van de 13e eeuw bereikte de hydraulische automaten Italië en de rest van West-Europa. 

### Renaissance in Italië
Gedurende de Renaissance werd de magische aantrekkingskracht en de metafysische connotatie ervan onder volgelingen van hermetische en esoterische stromingen groter. Waterorgels werden in tuinen, grotten en kassen van koninklijke paleizen geplaatst, en in de villa's van rijke patriciërsfamilies om de toeschouwers te imponeren, niet enkel door de geproduceerde muziek maar veeleer doordat de automaten ook waren uitgerust met visuele elementen – dansende figuren, vogels die hun vleugels bewogen en hamerende cyclopen – deze werden allen aangedreven door de pinnen op de muziekcyclinder. Andere types waterorgels werden uit het zicht gespeeld en werden gebruikt om muziekinstrumenten te simuleren die schijnbaar door standbeelden werden bespeeld in mythologische scènes als ‘Orpheus die viool speelt', ‘De wedstrijd tussen Apollo en Marsyas’ en ‘Apollo en de 9 Muzen’.
Het beroemdste waterorgel stond bij de Villa d'Este in Tivoli. Het werd gebouwd tussen 1569 en 1572 door Lucha Clericho (Luc de Clerc) en voltooid door Claude Venard. Dit orgel stond ongeveer 6 meter hoog onder een boogbrug en werd door een magnifieke waterval aangedreven. Het is beschreven door Mario Cartaro in 1575 als een apparaat dat ‘madrigalen en vele andere stukken speelde’. Er zat ook een toetsenbord op. G.M. Zappi (in Annalie memorie de Tivoli, 1576) schreef:
‘Wanneer iemand opdracht tot spelen gaf hoorde men eerst een tijdje trompetten spelen, en daarna heerste consonantie …. Talloze bezoekers konden niet geloven dat dit orgel uit zichzelf kon spelen, louter door waterkracht, en men dacht vaak dat er iemand in het orgel verstopt zat’.
Naast automatische bespeling is nu bekend dat op zijn minst drie muziekstukken op het toetsenbord zijn gespeeld door een muzikant. Andere Italiaanse waterorgels staan in Pratolino, nabij Florence (circa 1580 gebouwd), in Isola de Belvedere, Ferrara (een orgel van voor 1599), bij het Palazzo del Quirinale, Rome (gebouwd door Luca Biagi in 1598, gerestaureerd in 1990), bij de Villa Aldobrandini, Frascati (1620), in een van de koninklijke paleizen in Napels (1746) en 1 bij de Villa Doria Pamphili, Rome (1758–1759). Van deze waterorgels heeft alleen die bij het Palazzo del Quirinale het overleefd. Athanasius Kircher’s illustratie in het boek Musurgia universalis (1650) werd lang beschouwd als een fantasierijke representatie van een hypothetische mogelijkheid, maar blijkt nu een getrouwe weergave te zijn in elk detail van een werkend waterorgel, wanneer het vergeleken wordt met een orgel uit de grot in Quirinale, met slechts 1 verschil: de tekening was in spiegelbeeld. Er zijn nog restanten van het waterorgel in de Villa d'Este maar het mineraalrijke water van de rivier dat door de orgelgrot valt heeft afzettingen veroorzaakt die het meeste bewijs van het bestaan van dit orgel onzichtbaar hebben (> afzettingen) gemaakt.

### Andere landen in West-Europa
In de vroege 17e eeuw werden ook in Engeland waterorgels gebouwd. Zo bouwde Cornelius Drebbel een waterorgel voor koning James I (1651), en Salomon de Caus bouwde diverse waterorgels in Richmond tijdens zijn werkzaamheden voor prins Henry. Er stond ook een waterorgel in Bagnigge Vale te Londen, bij het zomerverblijf van Nell Gwynn (1650–1687), en Henry Winstanley (1644–1703), de ontwerper van de Eddystone vuurtoren, zou een exemplaar hebben gebouwd bij zijn huis in Saffron Walden, Essex. 
Na het huwelijk van prinses Elizabeth met Frederik V van de Palts, ontwierp Salomon de Caus hun tuinen bij het kasteel van Heidelberg, dat beroemd werd door zijn fraaie en intrigerende waterwerken. Er heeft ook een waterorgel overleefd in de tuinen bij Heilbronn, Württemberg, en delen van een waterorgel zijn nog te zien in het Bergpark Wilhelmshöhe in Kassel. 
De gebroeders Francini bouwden waterwerken en orgels in Saint-Germain-en-Laye en Versailles, waarmee ze een nieuwe standaard zetten in grandeur en extravagantie.

### Verval en herontdekking
Tegen het eind van de 17e eeuw echter nam de aandacht voor waterorgels af. Omdat het onderhoud kostbaar was, raakten vele orgels in verval en vergetelheid. Rond 1920 waren alle waterorgels stuk en vervallen. (Het zogenaamde waterorgel bij kasteel Hellbrun, Salzburg, is in feite een pneumatisch orgel dat door hydraulische aangedreven balgen werkt.) 
Veel van de mechanismen van de kapotte waterorgels werden verkeerd begrepen, totdat de Nederlandse ingenieur Van Dijk in 1954 de methode herontdekte waarmee de luchttoevoer werkte. Hij ontdekte dat dit hydraulisch principe gelijk was aan dat van de luchttoevoer aan smeltovens uit de 16e en 17e eeuw. De belangrijkste factor is een natuurlijke eigenschap van water: wanneer door de zwaartekracht water neerwaarts wordt getrokken in een afvoerpijp, dan wordt lucht meegezogen. Zowel water als lucht arriveren dan in een windkamer die op behoorlijke afstand onder de afvoerpijp is gesitueerd. Hoe langer de verticale pijp, hoe krachtiger de zuiging is en hoe groter het volume aan meegezogen lucht is. In het reservoir (de windkamer) wordt het water gescheiden van de lucht en de samengeperste lucht wordt dan in een windlade gevoerd boven op de windkamer, met deze perslucht worden dan de orgelpijpen tot klinken gebracht. Twee geperforeerde spatplaten of diafragma's zorgen dat er geen waterspetters in de orgelpijpen kan komen. Het water dat van de lucht is gescheiden, verlaat de windkamer met dezelfde hoeveelheid als het er in loopt en dit water wordt weer gebruikt om een waterrad aan te drijven, dat op zijn beurt het speelwerk (de cilinder met pinnetjes) aandrijft. Om het orgel te starten dient een tapkraan die op de ingangspijp gemonteerd is, opengedraaid te worden. Als deze kraan open staat, wordt er een continue stroom water door het apparaat gevoerd, en zolang deze stroom aanhoudt zal het waterorgel spelen. Veel waterorgels hadden eenvoudige luchtdrukregulerende onderdelen. Bij het Palazzo del Quirinale stroomt het water van de heuveltop-bron (soms rijkelijk, maar soms ook nauwelijks genoeg om het orgel 30 minuten achtereen te laten spelen) via het paleis zelf naar een reservoir dat zich ongeveer 18 meter boven de windkamer bevond in de orgelgrot. Dit verval zorgde voor voldoende lucht om het gerestaureerde zes registers bevattende orgel te laten spelen.
Onder renaissanceschrijvers over het waterorgel was in het bijzonder Salomon de Caus informatief. Zijn boek uit 1615 bevat een korte bouwbeschrijving, tips over de stemming en registers, en vele gravures waarop instrumenten, mechanismen en scènes waarin waterorgels zijn gebruikt, zijn afgebeeld. Het boek bevat ook een voorbeeld van passende muziek, het madrigaal "Chi farà fed' al cielo" van Alessandro Striggio, dat door Peter Philips is bewerkt.